# DRDoS
DRDoS (ang. distributed reflected denial of service) – odmiana ataku odmowy dostępu DoS. Powstała w wyniku połączenia metody zalewania żądaniami synchronizacji (ang. SYN flood) i metod wykorzystywanych przy rozproszonych atakach odmowy dostępu DDoS.
Polega na generowaniu specjalnych pakietów SYN, których adres źródłowy jest fałszywy – jest nim adres ofiary. Następnie duża liczba takich pakietów jest wysyłana do sieci. Komputery, do których one docierają, odpowiadają pakietami SYN/ACK kierowanymi na adres pochodzący z fałszywego nagłówka. W wyniku tego ofiara jest zalewana olbrzymią liczbą pakietów z wielu hostów. W porównaniu do tradycyjnego ataku typu DDoS utrudnia to wykrycie rzeczywistego źródła ataku.